# Badanie polisomnograficzne
Uzasadnienie: oba artykuły są o tym samym. W innych wersjach językowych Wikipedii jest tylko jeden artykuł o polisomnografii opisujący zjawisko i badanie.

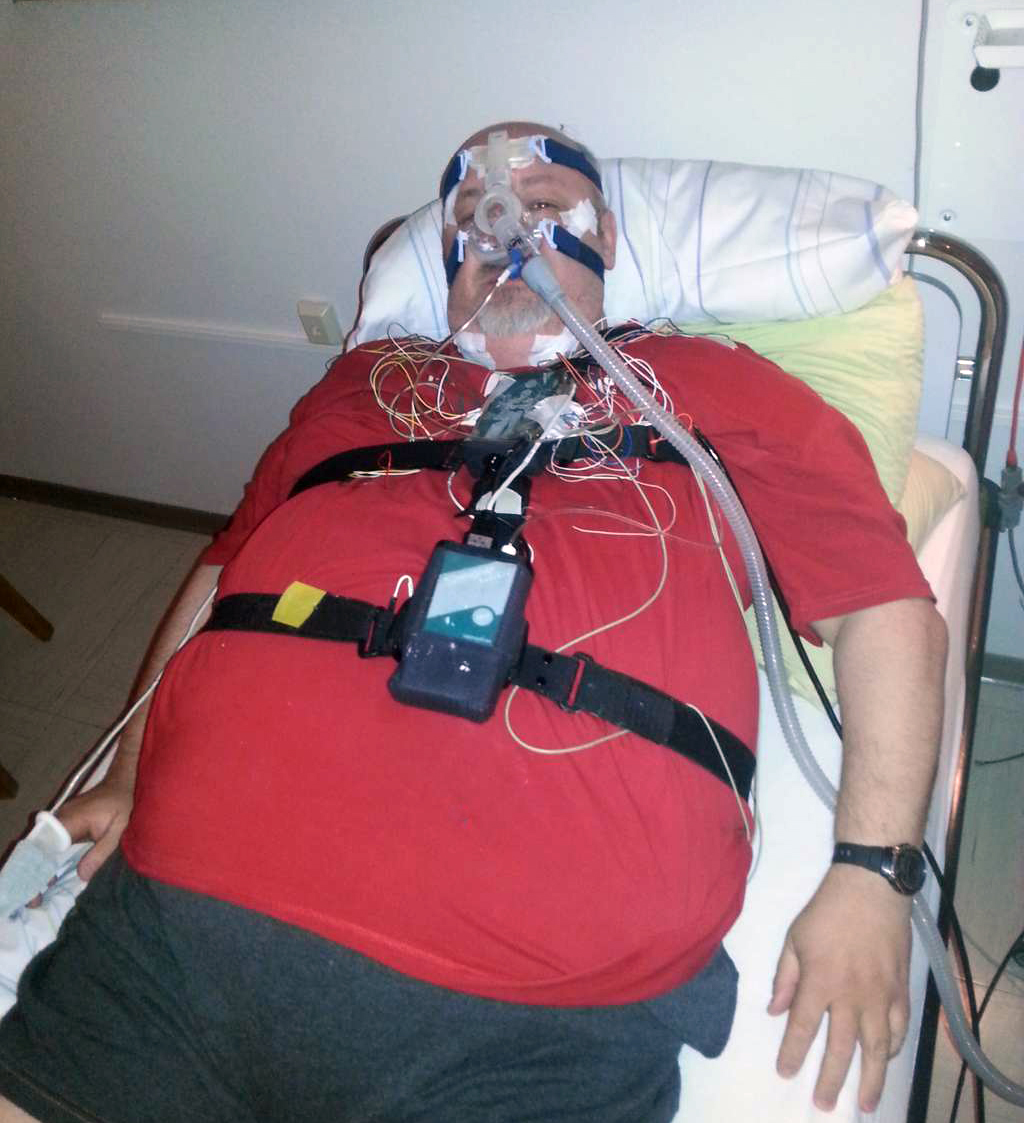
Pacjent przygotowany do badania polisomnograficznego.

Badanie polisomnograficzne stosuje się w celu zapisu zmieniających się parametrów organizmu ludzkiego w czasie snu. Opracowaniem i analizą takich badań zajmuje się polisomnografia.
W zależności od spodziewanych zaburzeń snu stosuje się różne czujniki i rejestruje konieczne parametry (kanały).
- EEG - w przypadku badań wykonywanych w kierunku zaburzeń oddychania w czasie snu, zapis EEG elektroencefalograficzny ograniczony jest do dwóch lub czterech kanałów (C3 i C4 oraz O1 i O2). Ostatnie zalecenia AASM z 2007 roku wymagają użycia również elektrod F3 i F4. Po analizie zapisu z ww. kanałów można stworzyć hipnogram, będący wykresem stadiów snu w ciągu danej nocy.

- EOG - elektrookulogram - rejestracja ruchów gałek ocznych (czujniki umieszczone w okolicy lewego i prawego oka)

- EMG - elektromiogram - rejestracja napięcia mięśni (czujniki umieszczone pod brodą)

- EKG - elektrokardiogram - rejestracja czynności serca (elektrody klejone na klatce piersiowej)

- Termistor - reaguje na zmiany temperatury spowodowane przepływem powietrza (umieszczony w okolicy nosa i ust)

- Mikrofon - odbierający np. chrapanie (umieszczony na krtani)

- Pasy oddechowe - reagujące na ruchy klatki piersiowej i brzucha

- Czujnik położenia ciała - pozwala na zapis pozycji ciała w czasie snu

- Aktimetr - czujnik ruchu kończyn (najczęściej na kostce)

- Czujnik wysycenia krwi tętniczej tlenem - Spo2

W przypadku rejestracji ruchu kończyn można również umieścić elektrody - takie same jak na brodzie.